# Lundin Energy
Lundin Energy AB (früher. Lundin Petroleum) war eine Unternehmensgruppe aus Stockholm, die weltweit in der Produktion von Erdöl und Erdgas tätig war. Die Gesellschaft war bis zu ihrer Übernahme durch Aker BP 2022 an der Stockholmer Börse notiert und bis zum 2. Januar 2018 im schwedischen Börsenindex OMX Stockholm 30 enthalten. Die Unternehmenswerte und -aktivitäten im Bereich der erneuerbaren Energien werden im neuen Unternehmen Orrön Energy weitergeführt.

## Geschichte
Lundin Petroleum AB wurde 2001 gegründet, nachdem Lundin Oil AB von der kanadischen Talisman Energy übernommen worden war. 
Am 21. Dezember 2021 wurde bekannt gegeben, dass Lundin Energy durch die norwegische Aker BP übernommen werden soll. Die Transaktion wurde im kommenden Jahr durchgeführt: Das Öl- und Gasgeschäft von Lundin Energy wurde von Aker BP im Rahmen einer Transaktion für rund 12 Mrd. Euro vollständig übernommen und in mehreren Phasen mit dem Geschäft von Aker fusioniert. Im Rahmen der Transaktion und nach der Abspaltung des Öl- und Gasgeschäftes wurde Orrön Energy mit den erneuerbaren Energieanlagen und -aktivitäten von Lundin Energy ausgegründet. 

## Portfolio
Lundin Petroleum betrieb Anlagen in Frankreich, Tunesien, Norwegen, Russland, den Niederlanden, Indonesien, Großbritannien und war zusätzlich mit Explorationsprojekten in Vietnam, Kambodscha, Kongo (Brazzaville), Malaysia und Irland tätig. Die Gesellschaft verfügte über Reserven von rund 265 Millionen Barrel Öl-Äquivalent (MMboe) und eine Produktionskapazität von 35.000–42.000 Barrel Öl-Äquivalent pro Tag (boepd).

## Kritik
Die freischaffende Journalistin Kerstin Lundell behauptet in ihrem Buch "Affärer i blod och olja" ("Geschäfte in Blut und Öl"), dass Lundin Petroleum in Afrika an Menschenrechtsverletzungen beteiligt war. So zum Beispiel an Erschießungen, dem Niederbrennen von Dörfern usw.
Am 8. Juni 2010 publizierte ECOS (European Coalition on Oil in Sudan) den Bericht "Unpaid Debt". Darin werden die Staaten Schweden, Österreich und Malaysia aufgefordert, dem Vorwurf des Bruchs internationaler Gesetze durch Lundin, OMV und Petronas in den Jahren 1997–2003 nachzugehen.
Am 1. Juli 2011 wurden die Journalisten Johan Persson und Martin Schibbye in Ogaden festgenommen. Sie waren im Land um über Lundin Petroleum zu recherchieren. In dem in Addis Abeba stattfinden Prozess, wegen Vergehen gegen die Antiterrorgesetze Äthiopiens, wurden sie zu einer elfjährigen Haftstrafe verurteilt. Einem Pressebericht der BBC folgend, erfolgte eine vorzeitige Freilassung nach einer mehr als 400 Tage anhaltenden Inhaftierung.